# Campeonato Europeo de Patinaje Artístico sobre Hielo de 1909
El XIV Campeonato Europeo de Patinaje Artístico sobre Hielo se realizó en Budapest (Imperio austrohúngaro) en enero de 1909. Fue organizado por la Unión Internacional de Patinaje sobre Hielo (ISU) y la Federación Austrohúngara de Patinaje sobre Hielo.

## Resultados
| Puesto | Nombre         | País     |
| ------ | -------------- | -------- |
| Oro    | Ulrich Salchow | Suecia   |
| Plata  | Gilbert Fuchs  | Alemania |
| Bronce | Per Thorén     | Suecia   |

## Medallero
| Núm. | País     | Oro | Plata | Bronce | Total |
| ---- | -------- | --- | ----- | ------ | ----- |
| 1    | Suecia   | 1   | 0     | 1      | 2     |
| 2    | Alemania | 0   | 1     | 0      | 1     |
|      | TOTAL    | 1   | 1     | 1      | 3     |